# Lily Sullivan
Lily Sullivan (n. 8 septembrie 1993, Brisbane, Queensland, Australia) este o actriță australiană, cunoscută pentru rolurile sale ca Miranda în serialul TV din 2018 Picnic At Hanging Rock sau Beth în Evil Dead Rise, a cincea partea a francizei Evil Dead .

## Viață personală și educație
Tatăl lui Sullivan este un importator de echipamente medicale, iar mama ei o artistă vizuală, care au emigrat împreună în Australia din Marea Britanie înainte de nașterea lui Lily. Ea a crescut în Queensland și a urmat colegiul John Paul în primii ani, apoi a mers la Calvary Christian College în anul 2 în Logan City, absolvind în 2011. 
După ce a văzut o producție A Streetcar Named Desire pe scena din Brisbane în adolescență, Sullivan s-a îndrăgostit de actorie și a plănuit să dea audiție pentru una dintre principalele școli de teatru. Cu toate acestea, în ultimul an de liceu, aceasta a câștigat un rol în primul său film după audiție.

## Carieră
Sullivan și-a făcut debutul în lungmetrajul lui PJ Hogan din 2012, Mental, pentru care a dat audiție încă din perioada în care era studentă. A jucat alături de Toni Collette, Liev Schreiber și Anthony LaPaglia. Pentru interpretare, ea a câștigat o nominalizare la premiul AACTA pentru cel mai bun actor tânăr și o nominalizare la premiul Cercul Criticilor de Film din Australia pentru cea mai bună interpretare a unui tânăr actor debutant. 
În 2014, a apărut în lungmetrajul Galore (2014), care a avut premiera la Festivalul Internațional de Film de la Melbourne. Ea a câștigat premiul pentru cea mai bună actriță pentru interpretarea sa la Cinema des Antipodes Saint-Tropez în 2014, urmând ca mai apoi să se mute în Melbourne.
Sullivan s-a clasat pe locul doi la Bursa Heath Ledger 2015, împreună cu Emilie Cocquerel . Ambele au avut parte de călătorii dus-întors la Los Angeles pentru a-și crește profilul pe piața din SUA, precum și o bursă pentru a urma cursurile de master la Screenwise Film and Television School din Sydney . 
A apărut în al doilea sezon al serialului de televiziune Rake (2012) și a avut un rol secundar în serialul NBC Camp (2013), o emisiune americană filmată în Queensland. A avut rolul principal în filmul Sucker din 2015, cu Timothy Spall.
În 2018, aceasta s-a bucurat de o mare notorietate după rolul principal al Mirandei din Picnic At Hanging Rock. În același acel an, Sullivan a ajuns „fața” companiei australiane de perle Paspaley, jucând într-un videoclip publicitar de 60 de secunde filmat pe coasta Kimberley din Australia de Vest . 
Sullivan a jucat-o pe Lucy în filmul australian I Met A Girl, care a fost lansat pe Netflix în aprilie 2021.
În 2021, Sullivan a fost aleasă în rolul lui Beth, rolul principal în filmul Evil Dead Rise, scris și regizat de Lee Cronin și care urmează să fie lansat pe 21 aprilie 2023.
În 2022, a fost distribuită în Monolith, un film thriller științifico-fantastic realizat de o echipă de cineaști emergenți din Australia de Sud: scriitoarea Lucy Campbell, regizorul Matt Vesley și producătorul Bettina Hamilton. Filmat în dealurile Adelaide, filmul a avut premiera australiană la Festivalul de Film de la Adelaide pe 27 octombrie 2022 și premiera sa mondială pe 13 martie 2023 la Festivalul de Film SXSW . Mai mulți recenzenți au lăudat performanța lui Sullivan.

## Activitate
Sullivan a lucrat și ca model în Australia și în alte țări. 
În octombrie 2018, Paspaley, o companie australiană de perle, a lansat noua sa campanie publicitară intitulată „Something Real”, alături de Lily.

## Premii și nominalizări
- 2013: Nominalizată, Premiul AACTA pentru cel mai bun actor tânăr, în filmul Mental.
- 2013: Nominalizată, Premiul Cercul Criticilor de Film din Australia pentru cea mai bună interpretare a unui tânăr actor, în filmul Mental .
- 2013: Nominalizată, Equity Ensemble Awards, Performanță remarcabilă a unui ansamblu într-o mini-serie sau telefilm (alături de alți membri ai distribuției), pentru Picnic at Hanging Rock.
- 2014: Co-câștigătoare, cea mai bună actriță, Cinema des Antipodes Saint-Tropez, pentru Galore (cu Ashleigh Cummings ).